# Герман фон Іхерінг
Герман Фрідріх Ібрехт фон Іхерінг (нім. Hermann Friedirich Ibrecht von Ihering; 9 жовтня 1850, Кіль, Німеччина — 24 лютого 1930, Гіссен, Німеччина) — німецький та бразильський зоолог, малаколог, геолог, старший син Рудольфа фон Іхерінга.

## Біографія
Він був вишколений як лікар і служив у німецькій армії. Прибув до Бразилії у 1880 році і оселився в Ріо-Гранде-ду-Сул. Він заснував музей Сан-Паулу в 1894 році і провів 22 роки як його перший директор. У 1924 році він повернувся до Німеччини і залишався там до своєї смерті.

## Публікації
- Vergleichende Anatomie des Nervensystemes und Phylogenie der Mollusken (1877)
- Os mammiferos de S. Paulo. Catalogo (1894)
- As aves do Estado de S. Paulo (1898)
- The Anthropology of the state of S. Paulo, Brazil (1904)
- Archhelenis und Archinotis: gesammelte Beiträge zur Geschichte der neotropischen Region (1907)
- Catalogos da fauna brazileira (1907)
- Os mammiferos do Brazil meridional (1910)
- Phylogenie und System der Mollusken (1922)
- The social bees of Brazil and their Tupi names (неопублікована)